# Raylib
Raylib é uma biblioteca multiplataforma e de código aberto cuja proposta é permitir a criação de jogos e interfaces gráficas 2D ou 3D. A biblioteca foi escrita em C e lançada em 2013, tendo sido adaptada para diversas outras linguagens de programação desde então.